# Emmia
Emmia is een geslacht van schimmels behorend tot de familie Irpicaceae. De typesoort is Emmia latemarginata. Alle soorten uit dit geslacht zijn heringedeeld naar andere geslachten.